# Olivier N'Siabamfumu
Olivier Muntenau N´Siabamfumu (Meaux, 17 de março de 1986) é um futebolista francês, que atua no Football Club Crotone. Joga no meio-campo.